# Phiale formosa
Espèce
Synonymes
- Cyrene formosa Banks, 1909

Phiale formosa est une espèce d'araignées aranéomorphes de la famille des Salticidae.

## Distribution
Cette espèce est endémique du Costa Rica.

## Description
La morphologie de la femelle évoque celle de la guêpe. Son mimétisme aposématique lui permet de se protéger contre les prédateurs.
Les femelles mesurent de 9 à 10 mm.
Le céphalothorax de cette araignée est massif et bombé et comporte huit yeux à l'avant, dont deux grands yeux médians antérieurs, et quatre paires de pattes. L'opisthosome est plus petit et de forme allongée. Il assure les fonctions digestives, respiratoires et reproductives chez la femelle. Sa couleur est noire et blanc pour le mâle, et noire et jaunâtre pour la femelle qui quant à elle possède un céphalothorax plus petit que celui du mâle.
Active le jour, cette araignée apprécie les endroits ensoleillés.

## Publication originale
- Banks, 1909 : Arachnida from Costa Rica. Proceedings of the Academy of Natural Sciences of Philadelphia, vol. 61, no 2, p. 194-234 (texte intégral).